# Monte Sillara
El Monte Sillara és una muntanya de 1.861 metres dels Apenins tosco-emilians, part dels Apenins septentrionals (Apenins), a cavall de les regions d'Emília-Romanya i la Toscana (Itàlia). És el punt més alt de la província de Parma.

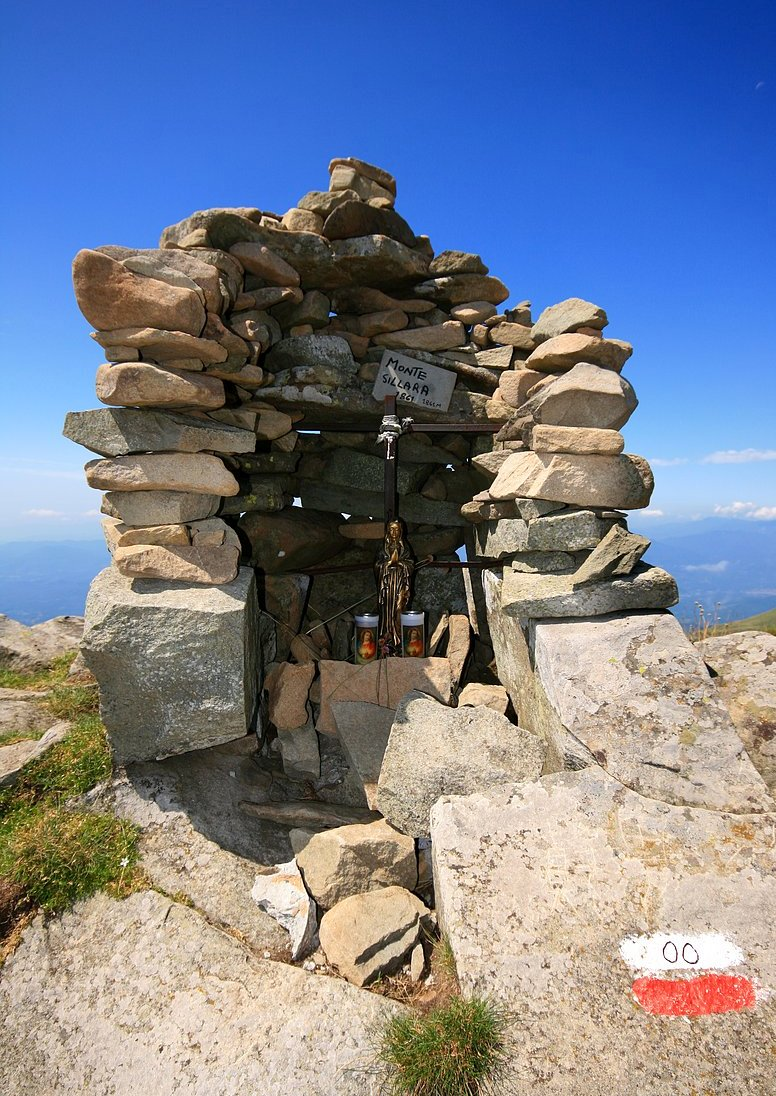
La cappellina in pietra sulla vetta del Sillara